# Ramblewood (New Jersey)
Ramblewood est une census-designated place située dans le comté de Burlington, dans l’État du New Jersey, aux États-Unis. Lors du recensement de 2020, elle compte 6 655 habitants.